# Federico Carlos Lehmann
Federico Carlos Lehmann Valencia (Popayán, 23 de marzo de 1914- Cali 15 de agosto de 1974) fue un científico colombiano. Destacó como ornitólogo, botánico y biólogo conservacionsita.
Su trabajo representó un importante legado para las ciencias naturales colombianas, destacando como investigador de aves y creador de institutos de ciencia en Cali y su natal Popayán. También trabajó como catedrático para la Universidad Nacional de Colombia, la Universidad del Valle, y como asesor en el Ministerio de Agricultura.

## Biografía

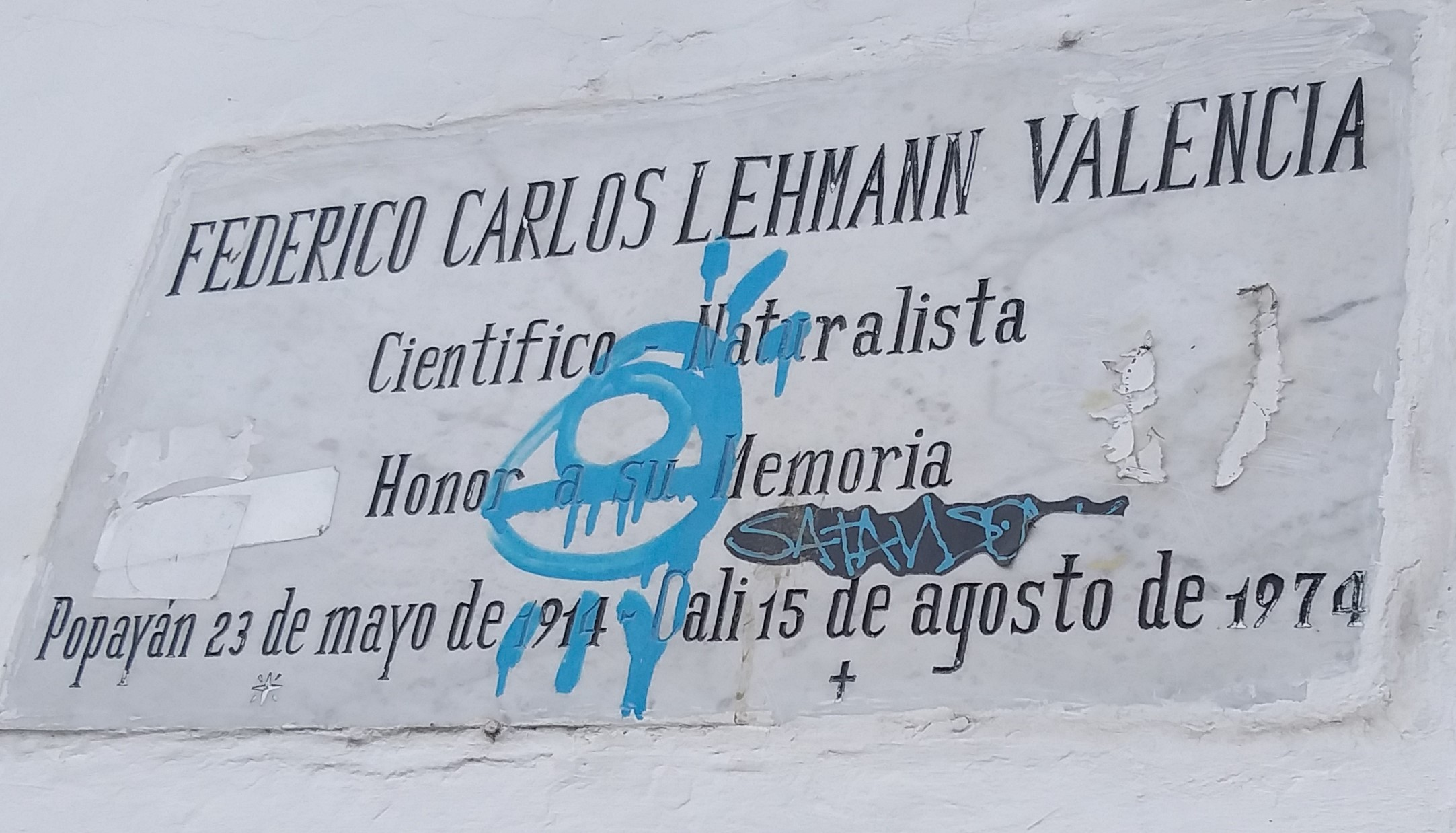
Placa puesta en la fachada de su casa en Popayán

Federico Lehmann Valencia nació en Popayán, el 23 de marzo de 1914, en el seno de una prestigiosa familia tradicional de la ciudad, descendientes de alemanes. Meses después de su nacimiento murió su madre, por lo que su educación corrió por cuenta de su abuela, María Josefa Mosquera Epalza.

## Familia
Federico era hijo de Federico Carlos Lehmann Mosquera. 

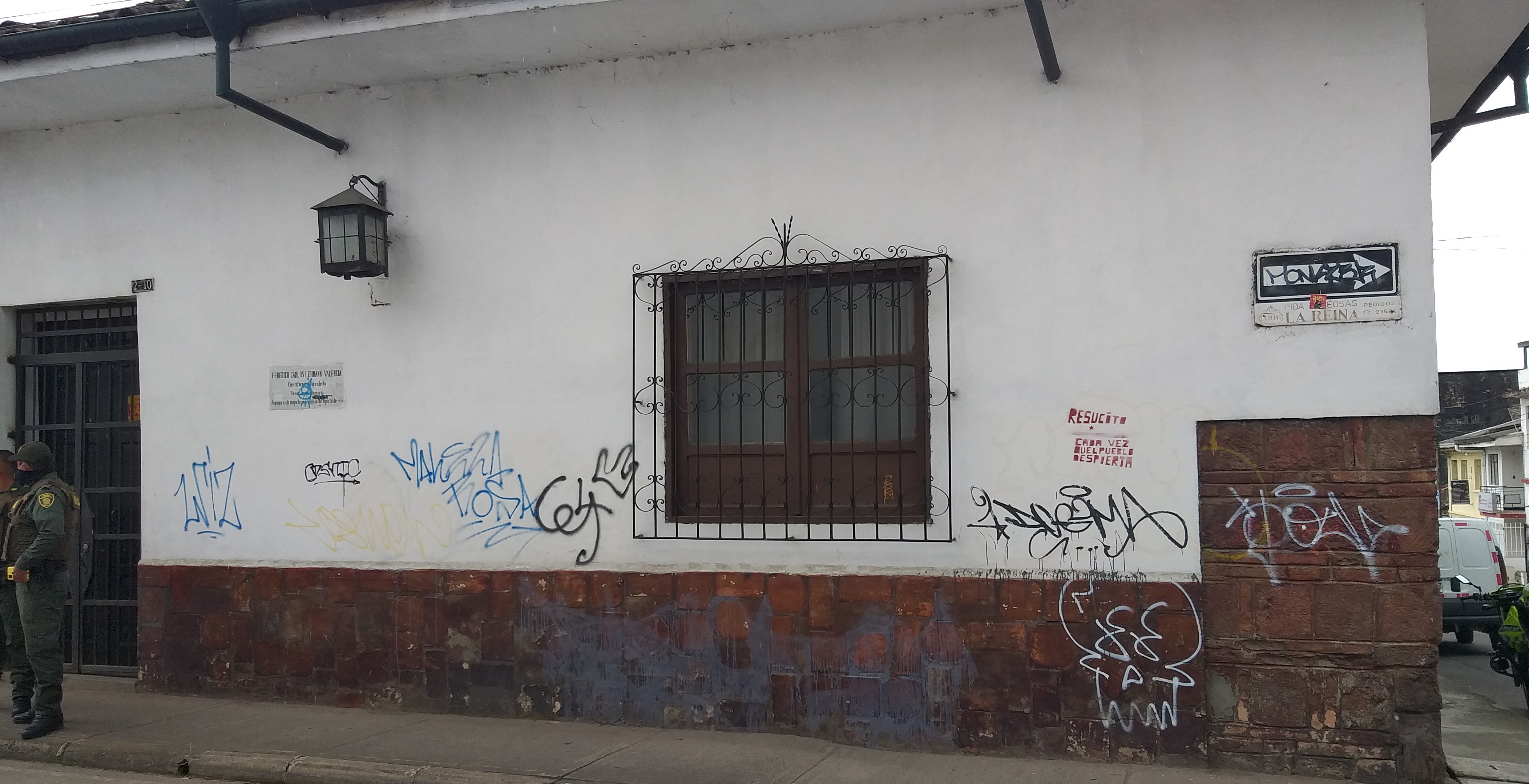
Casa donde habitó y muy posiblemente nació en el centro de Popayán.

Su padre era hijo del científico alemán Friedrich Karl Lehmann Goldschmidt, científico y botánico prusiano que se radicó en Colombia en el siglo XIX y funcionario de varios gobiernos colombianos; y de María Josefa Mosquera Epalza.
Su abuela paterna, María Josefa, era hija de Aníbal Mosquera Arboleda, y por lo tanto nieta del influyente político y militar colombiano Tomás Cipriano de Mosquera, quien fue presidente de Colombia en varios períodos durante mediados del siglo XIX; y de su primera esposa, Mariana Arboleda Arroyo.